# Hervé J. Casier
Hervé J. Casier (Brugge, 18 september 1943) is een Vlaams schrijver en onderwijzer.

## Levensloop
Hervé Casier werd onderwijzer en schoolhoofd in Vlissegem. In 1975 werd hij leraar Nederlands en godsdienst in Zeebrugge.
Vanaf 1964 begon hij aan het regelmatig publiceren van gedichten en dit tot in 1976. Er volgde een onderbreking en een nieuwe reeks gedichtenbundels werd gepubliceerd van 1988 tot 2015. Hij schreef daarnaast enkele romans en novellen. Ook schreef hij handboeken voor het onderwijs.
In 2012 werd hem in Vlissegem hulde gebracht voor zijn totale oeuvre.

## Publicaties

### Poëzie
- De landman en de wolven, Oudenaarde, Sanderus, 1964.
- Het huis versneeuwt, Brugge, Bureau voor Kunst en Kultuur, 1965.
- Mijn alfabet, Blankenberge, Saeftinghe, 1967.
- Voorbij het gedicht, Brugge, Orion, 1972.
- Nabij het donkere water, Brugge, Orion, 1976.
- Nauwelijks hoger dan gras, Keerbergen, Kofschip-kring, 1976.
- Verzamelde gedichten 1964-1984, Brussel, Kofschip-kring, 1984.
- Met heimwee zie ik het aan, De Haan, Gemeentebestuur, 1988.
- Omdat er geen vrede heerste, Keerbergen, Kofschip-kring, 1988.
- De vlucht van de vogels, Amsterdam, De Beuk, 1989.
- Drijfijs op het meer, Amsterdam, De Beuk, 1991.
- Doorzichtig als de regen, Amsterdam, De Beuk, 1995.
- Dwalend langs onbekende wegen, gedichten ten afscheid, Noord en Zuid, 1997.
- Het gewicht van een punt, Amsterdam, De Beuk, 2001.
- Een wandeling in de tuin, Amsterdam, De Beuk, 2002.
- Schrijven in het oosterhof, Torhout, Vkh-literair, 2006.
- De tuin van alle verten, Antwerpen-Rotterdam, C. de Vries-Brouwers, 2008.
- De Warvingegedichten, keuze van gedichten uit de vorige bundels, Antwerpen-Rotterdam, C. de Vries-Brouwers, 2011.
- Stofjes op een weegschaal, Antwerpen-Rotterdam, C. de Vries-Brouwers, 2015.

### Proza
- Omtrent Kasamara, verhalen, Blankenberge, Saeftinghe, 1970.
- De haviken, novelle, Brugge, Ter Doest, 1973.
- Didacticus Nederenberg, novelle, Zillik, Kofschip-kring, 1982.
- De weg naar elysium, roman, Antwerpen-Amsterdam. C. de Vries-Brouwers. 1986. (Arthur Merghelynckprijs van de Koninklijke Academie voor Nederlandse Taal- en Letterkunde, tijdvak 1982-1984).
- De dichter Noberius, roman, Oostende, Manga, 1992.
- Het vuursteenmemento, novelle, Beringen, Zuid & Noord, 1994. (Herbewerking van ‘De Haviken’).
- Het gebroken zwart, novelle, Beringen, Zuid & Noord, 2003.
- Het zuiden van de Noordpool, roman, Beringen, Zuid & Noord, 2005.